# Domina Provinciarum

L'Italia e le sue regioni al tempo di Augusto.

L'espressione latina Domina Provinciarum, che significa «Signora delle Province», descriveva l'Italia romana in quanto patria e centro dell'Impero romano.
In seguito passò a designare l'Italia sede primaziale del Papa come patria e centro della Chiesa cattolica.
La locuzione, che fu usata per la prima volta in una situazione informale da Gaio Giulio Cesare Ottaviano Augusto,  compare in una glossa al Corpus Iuris Civilis: Italia non provincia, sed domina provinciarum. 
La richiama Dante nel corso dell'invettiva Ahi serva Italia, di dolore ostello, nella Divina Commedia, per deplorare la decadenza dell'Italia del suo tempo, affermando che essa è ormai «non donna di province, ma bordello».